# Kodeks Gwelferbytański A
Kodeks Gwelferbytański A, łac. Codex Guelferbytanus A (Gregory-Aland no. Pe albo 024; von Soden ε 33) – grecki kodeks uncjalny Nowego Testamentu pisany na pergaminie, paleograficznie datowany na VI wiek. Uczeni zapoznali się z nim w połowie XVIII wieku. Zachowały się tylko niektóre partie kodeksu. Jest palimpsestem. Faksymile oraz tekst rękopisu były kilkakrotnie wydawane, jest cytowany w wydaniach krytycznych greckiego Nowego Testamentu.
Obecnie kodeks przechowywany jest w Herzog August Bibliothek (Weissenburg 64).

## Opis
Kodeks zawiera 44 pergaminowe karty (26,5 na 21,5 cm – oryginalne rozmiary kart były większe), z tekstem czterech Ewangelii, z licznymi lukami. Tekst pisany jest w dwóch kolumnach na stronę, 24 linijki w kolumnie. Inicjały są wielkie i często stosowane, litera ny jest podobna jak w kodeksach Synajskim, Petropolitańskim, Gwelferbytańskim B oraz Nitryjskim i reprezentuje starożytną formę.
Zawiera
Mateusz 1,11-21; 3,13-4,19; 10,7-19; 10,42-11,11; 13,40-50; 14,15-15,3.29-39;
Marek 1,2-11; 3,5-17; 14,13-24.48-61; 15,12-37;
Łukasz 1,1-13; 2,9-20; 6,21-42; 7,32-8,2; 8,31-50; 9,26-36; 10,36-11,4; 12,34-45; 14,14-25; 15,13-16,22; 18,13-39; 20,21-21,3; 22,3-16; 23,20-33; 23,45-24,1; 24,14-37;
Jan 1,29-40; 2,13-25; 21,1-11.
Skryba nie stosuje przydechów i akcentów, popełnia błędy itacyzmu w sposób charakterystyczny dla rękopisów aleksandryjskich. Przed każdą z Ewangelii znajduje się lista κεφαλαια (spis treści). Tekst ewangeliczny dzielony jest według Sekcji Ammoniusza, których numery umieszczono na marginesie, nie ma w nim jednak odniesień do kanonów Euzebiusza. Scrivener oraz Gregory przypuszczali, że oryginalny rękopis mógł zawierać kanony Euzebiusza pisane czerwonym kolorem. Czerwony kolor został starty przed wykorzystaniem rękopisu na potrzeby palimpsestu.
Na 44 kartach kodeksu występują następujące nomina sacra: ΙΣ (Iesous, Jezus), ΧΣ (Christos, Chrystus), ΚΣ (Kurios, Pan) ΘΣ (Theos, Bóg), ΥΣ (uios, syn), ΠΗΡ (pater, ojciec), ΠΝΑ (pneuma, duch), ΙΛΗΜ (Ierusalem, Jerozolima), ΑΝΟΣ (anthropos, człowiek), i ΔΑΔ (Dauid, Dawid).

### Tekst
W greckim tekście kodeksu przekazano tekst bizantyński. Hermann von Soden zaklasyfikował go do tekstu I, dzisiaj określanego mianem tekstu cezarejskiego.
Tregelles ocenił, że tekst rękopisu reprezentuje starszy typ tekstu niż epoka, w której powstał (tj. sprzed VI wieku). Według obliczeń F.H.A. Scrivenera tekst kodeksu zgadza się z Kodeksem Aleksandryjskim oraz Watykańskim 50 razy, popiera Watykański przeciwko Aleksandryjskiemu 29 razy, zgadza się z Aleksandryjskim przeciwko Watykańskiemu w 102 miejscach. Scrivener porównał ponadto te partie kodeksu w Ewangelii Łukasza, które występują również w Kodeksie Gwelferbytańskim B, i doszedł do wniosku, że Kodeks Gwelferbytański B ma więcej osobliwych wariantów.
Kurt Aland dał mu profil tekstualny 241 161/2 32 0s. Profil ten oznacza, że rękopis 24 razy wspiera tekst bizantyński przeciwko oryginalnemu, 3 razy wspiera oryginalny przeciwko bizantyńskiemu, 16 razy zgodny jest z bizantyńskim i oryginalnym. W ogóle nie ma osobliwych wariantów (Sonderlesarten). W oparciu o ten profil tekst rękopisu został zaklasyfikowany do V kategorii Alanda.
Według Claremont Profile Method, tj. metody wielokrotnych wariantów, przekazuje tekst mieszany, pochodzący z różnych tradycji tekstualnych. Jednak ze względu na fragmentaryczność rękopisu metodą tą badany był tylko w partii przypadającej na Łk 20.

## Historia
Griesbach datował rękopis na VI wiek, identycznie jak Gwelferbytański B. Opinię tę podzielano do czasów Tischendorfa, który zauważył, że kodeks B musiał powstać wcześniej, ze względu na kształt liter: delta, pi, epsilon oraz sigma, i datował go na wiek V, natomiast kodeks B – na wiek VI. Za opinią Tischendorfa poszedł Scrivener, Gregory, Aland. Obecnie INTF datuje go na VI wiek .
Od tej chwili historia kodeksu związana jest z kodeksem Gwelferbytańskim B, gocko-łacińskim Carolinus i tekstami łacińskimi pisanymi uncjałą. Wraz z nimi posłużył za materiał dla tekstów Izydora stając się palimpsestem. Górny tekst kodeksu pisany jest łacińską minuskułą i zawiera Origines oraz listy Izydora z Sewilli. Cały rękopis nosi nazwę Codex Guelferbytanus 64 Weissenburgensis i jest przechowywany w Herzog August Bibliothek (Weissenburg 64) w Wolfenbüttel . Do Gwelferbytańskiego A należały karty: 90-97, 154-161, 178-185, 226-233, 242-244, 257-259, 272, 278, 279, 298, 300, 301 .
Zanim trafił do biblioteki w Wolfenbüttel, przechowywany był w Bobbio, Weißenburgu, Moguncji i Pradze. Pierwszy opis rękopisu sporządził Heusinger w 1752 roku. Po tej publikacji rękopis stał się dostępny dla uczonych.
Heusinger sądził, że tekst grecki należał do jednego greckiego rękopisu i zawierał tekst czterech Ewangelii. Nie zauważył, że niektóre teksty się dublują. Cztery lata później Franz Anton Knittel (1721–1792) rozpoznał trzy greckie dolne teksty Nowego Testamentu, dwa z nich oznakował symbolami A i B, rozpoznał też gocko-łaciński tekst, znany odtąd jako Codex Carolinus. Knittel odczytał też tekst gocko-łaciński i wydał go w roku 1762. Tekst rękopisu Pe/024 wydał ponownie Konstantin von Tischendorf w 1860.
Franz Anton Knittel w 1762 roku jako pierwszy zidentyfikował tekst palimpsestu (łącznie z kodeksem Gwelferbytańskim B). Tekst palimpsestu odczytał Tischendorf i wydał go w roku 1869. Faksymile wydał Tischendorf w 1860, Guglielmo Cavallo w 1967 oraz Alandowie w 1982. W roku 2007 opublikowany został tekst Ewangelii Jana (jego nowy odczyt).
Na listę rękopisów Nowego Testamentu wprowadził go Johann Jakob Griesbach nadając mu siglum P. Griesbach opierał się na wydaniu Knittela. Pod takim siglum rękopis figurował na liście Tregellesa, Tischendorfa, Scrivenera i początkowo Gregory'ego. Na liście Hermanna von Sodena oznakowany został za pomocą siglum ε 33. W 1908 roku Gregory nadał mu siglum 024.
Jest cytowany we współczesnych wydaniach greckiego Nowego Testamentu Nestle-Alanda. W NA27 zaliczony został do rękopisów drugiego rzędu cytowania. Jest cytowany w UBS4.